# Wilhelm Riedel (podnikatel)
Wilhelm Riedel (14. listopadu 1849 Antonínov – 1929) byl český podnikatel ve sklářství, který pocházel ze sklářské rodiny Riedlů.
Dne 6. ledna 1879 byla v Dolním Maxově uvedena do provozu nová sklárna, postavená podle plánů Wilhelma Riedela. Sklárna měla dvě pece, v nichž se vyrábělo tyčové sklo, bangle (tedy náramkové skleněné kroužky) a dále foukaná i lisovaná krystalerie. Riedel byl autorem také další sklárny, ve které se vyrábělo pouze tyčové sklo. Ta byla roku 1882 vystavěna v Příšovicích. Když roku 1883 zemřel bezdětný dosavadní šéf impéria Hugo Riedel, stal se nástupcem ve vedení společnosti jeho bratr Wilhelm. Ten se od roku 1901 také angažoval ve výstavbě přehradních nádrží na jihovýchodní straně Jizerských hor a od roku 1902 stál v čele „Vodního družstva pro stavbu přehrady na Černé Desné“. Toto uskupení po svých transformacích pak také stavělo přehrady na Černé a Bílé Desné. Na první řece dodnes stojí přehrada Souš, kdežto vodní dílo na Bílé Desné se roku 1916 protrhlo a dnes je známé pod označením Protržená přehrada.